# عبد الكريم الشاه الكسنزان
الشيخ عبد الكريم حسين الشاه الكسنزان الحسيني ولد في قرية كسنزان في السليمانية عام 1824م وتوفي في عام 1902م وهو أحد شيوخ الطريقة الكسنزانية.

## نسبه
هو السيد عبد الكريم بن السيد حسين بن السيد حسن بن السيد عبد الكريم بن السيد إسماعيل الولياني بن السيد محمد النودهي بن بابا علي الوندرينة بن السيد بابا رسول الكبير بن السيد عبد السيد بن السيد عبد الرسول بن السيد قلندر بن السيد عبد السيد بن السيد عيسى الأحدب بن السيد حسين بن السيد با يزيد بن السيد عبد الكريم الأول بن السيد عيسى البرزنجي بن السيد بابا علي الهمداني بن السيد يوسف الهمداني بن السيد محمد المنصور بن السيد عبد العزيز بن السيد عبد الله بن السيد إسماعيل المحدث بن الإمام موسى الكاظم بن الإمام جعفر الصادق بن الإمام محمد الباقر بن الإمام علي زين العابدين بن الإمام الحسين بن الإمام علي بن أبي طالب وفاطمة الزهراء بنت النبي محمد ﷺ.

## لقب الشاه الكسنزان
هو لقب أُطلق عليه وكسنزان كلمة كردية تعني «لا يعلم عنه أحد»، وأطلق عليه هذا اللقب على هذا الشيخ لأنقطاعه لمدة أربع سنوات عن الناس مختلياً في أحد جبال قره داغ، وهي منطقة تقع في ضواحي مدينة السليمانية، وحينما كان يُسأل أحد الناس عن الشيخ يقول «كسنزان» أي لا أحد يعرف. وبعد عودته من الجبل أصبح هذا اللقب على ألسنة الناس عَلَّماً للطريقة العلية القادرية الكسنزانية، ومعنى لقب شاه الكسنزان هو سُلطان الغيب 

## طريقته
طريقته هي الطريقة العلية القادرية التي أخذها من خاله الشيخ عبد القادر قازان قايه وسميت لاحقاً بالطريقة العلية القادرية الكسنزانية نسبة إليه.

## خلواته
اختلى الشيخ عبد الكريم الكسنزاني في جبل (سه ركرمة) لمدة 4 سنوات وتنسب له كرامات عديدة.

## وفاته
توفي الشيخ عبد الكريم شاه الكسنزان عام 1902م ومقامه في السليمانية في كربچنة.